# Ян Банон
Ян Банон (кор. 양방언, общепринятая латинская транскрипция — Yang Bang-eon; род. 1 января 1960, Токио) — южнокорейский композитор, продюсер и пианист, родившийся в Японии, работающий в направлении Нью-эйдж. В Японии известен также под именем Кунихико Рё.
Ян Банон родился в Токио в корейской семье. Его отец был родом из пригорода города Чеджу, остров Чеджудо, мать — родом из Синыйджу северокорейской провинции Пхёнан-Пукто. Его отец владел больницей, а мать работала в этой же больнице диетологом. Ян Банон начал учиться игре на фортепиано с 5-летнего возраста. Начальное и среднее образование получил в корееязычной школе, затем поступил в японоязычную высшую школу, где впервые заинтересовался зарубежной поп- и рок-музыкой и начал играть в школьной группе. После завершения получения школьного образования поступил в Ниппонскую медицинскую школу, где также играл в местной группе, был клавишником (впервые начав играть на синтезаторе). С 1980 по 1995 годы был звукорежиссёром в своей группе, участвуя в большом количестве записей и живых концертов. С 1985 по 1986 год он работал в университетской больнице в Токио пластическим хирургом, но затем вернулся к музыкальной деятельности, создавая произведения в жанрах рока, джаза, классической и традиционной музыки и этнической корейской музыки, часто получая хорошие отзывы от критиков, в том числе за красочность музыкального исполнения.
В 1996 в Японии вышел его первый сольный альбом, Gate of Dreams. Начиная с выхода альбома Into The Light, в записях всех его последующих семи альбомов (включая названный) каждый раз принимали участие Лондонский симфонический оркестр, Лондонский филармонический оркестр или другие коллективы подобного же уровня. В 2001 году он выпустил альбом Pan-O-Rama, песни в котором звучали на одном из южнокорейских диалектов[какой?], получивший хорошие отзывы критики. Песня с альбома 2002 года Frontier! была принята в качестве официальной музыкальной темы Азиатских игр 2002 года. В дополнение к непосредственно песням им также созданы треки к фильмам, анимации и видеоиграм. В частности, в 2007 году он написал музыку к фильму Beyond the Stars, а в 2014 году — музыку для «южнокорейской» части церемонии закрытия Зимней Олимпиады в Сочи.
Поскольку его мать была родом из Северной Кореи («чосонджок», так в Японии называют выходцев из Северной Кореи, не имеющих японского или южнокорейского гражданства), от рождения он также был «чосонджоком», но в 1999 году получил гражданство Республики Корея.

### Альбомы
- The Gate of Dreams (1996 в Японии, 2002 в Республике Корея)
- Wings of Mirage (1997)
- Into The Light (1998 в Японии, 2002 в Республике Корея)
- Only Heaven Knows (1999)
- Pan-O-Rama (2001)
- Piano Sketch (2002)
- Echoes (2004)
- Timeless Story (2009)
- Floating Circle (2011)